# Штимац
Штимац је српскохрватско презиме.
Једно је од најчешћих презимена у Приморско-горанској жупанији Хрватске.
Познати људи са именом су:
- Владимир Штимац (рођен 1987), српски кошаркаш
- Игор Штимац (рођен 1967), пензионисани хрватски фудбалер
- Славко Штимац (рођен 1960), југословенски и српски глумац